# Space.com
اسپیس‌دات‌کام (به انگلیسی: Space.com) یک وب‌گاه خبری دربارهٔ فضا و اخترشناسی است که در ژوئیهٔ ۱۹۹۹ توسط لو دابز و ریش زاهرادنیک بنیادگذاری‌شد.